# Le Pacte des tricheuses
Le Pacte des tricheuses (The Cheating Pact) est un téléfilm américain réalisé par Doug Campbell et diffusé le 28 septembre 2013 sur Lifetime.

## Synopsis
Heather demande à son amie Meredith de passer à sa place les examens d'entrée à l'université. Celle-ci accepte contre rémunération afin d'aider son père à régler les frais médicaux de son frère handicapé. Mais la situation se complique rapidement lorsque d'autres lycéens demandent à Meredith de passer le même examen pour eux et que de plus en plus de personnes ont des soupçons...

## Fiche technique
- Titre original : The Cheating Pact
- Réalisation : Doug Campbell
- Scénario : Doug Campbell, Barbara Kymlicka et Ken Sanders
- Photographie : Eric Anderson
- Musique : Kevin Blumenfeld
- Pays d'origine :  États-Unis
- Langue originale : anglais
- Durée : 85 minutes
- Date de diffusion :
  -  France : 28 avril 2014 sur TF1

## Distribution
- Daniela Bobadilla (VF : Camille Gondard) : Heather Marshall
- Laura Ashley Samuels (VF : Noémie Orphelin) : Kylie Hamilton
- Laura Wiggins (VF : Nastassja Girard) : Meredith Porter
- Max Carver (VF : Alexandre Nguyen) : Jordan Coleman
- Cynthia Gibb (VF : Rafaèle Moutier) : Brenda Marshall
- Paula Trickey (VF : Déborah Perret) : Liz Hamilton
- David Rees Snell (VF : Frédéric Popovic) : Lieutenant Roberts
- Pancho Demmings (VF : Jean-Michel Vaubien) : Lieutenant Joyce
- Jamie Luner (VF : Gaëlle Savary) : Ms. Walters
- Cory Kahane (VF : Hervé Grull) : Scott Mulvaney
- Ruben Garfias (VF : Pierre Margot) : le principal Gonzales
- Charles Hoyes (VF : Gabriel Le Doze) : Al Porter
- Randon Davitt (VF : Martin Faliu) : Ben Porter
- Bruce Thomas : Greg Hamilton
- Tyler Sellers (VF : Julien Bouanich) : Christopher

 Source et légende : version française (VF) sur RS Doublage et selon le carton du doublage français télévisuel.

## Accueil
Le téléfilm a été vu par 1,452 million de téléspectateurs lors de sa première diffusion.